# SIGNAL (ゲーム)
『SIGNAL』（シグナル）は、2009年12月3日にディースリー・パブリッシャーからニンテンドーDS用に発売された女性向け恋愛アドベンチャーゲーム。

## 概要
同社より発売された『Backlash 恋のエキゾースト・ヒート』の事実上のリメイク作品。シナリオ担当は花月零依、佐々木和雄、南波香宇。キャラクターデザイン担当は実守昴琉。初回特典として「SIGNAL薬局」CDが、また限定版特典としてドラマCD、主題歌CD、外箱（書き下ろしイラスト）の3点が同梱された。ドラマCDのシナリオと曲はデータム・ポリスターが手掛けている。なお、黒峰冬哉ルートにおいては、画面がフリーズする公式非公認のバグが発生する。

## 登場人物

### メインキャラクター
沢渡 美紅（さわたり みく）
声 - 無し
主人公（名前変更可能）。
茶色のウェーブがかった髪と、大人しめの服装が特徴。
プー助(名前変更可能)という雄ネコを飼っている。
平凡な自分の生活を変えようとカーレースチーム『オングストローム』の読者ライターとして応募。見事読者ライターに抜擢され、『オングストローム』のメンバーたちに真剣に向き合い、取材する姿が描かれている。
黒峰のセリフから推定するに、年は約25歳。正確な年齢は不明。
藤宮 留依（ふじみや るい）
声 - 石田彰
27歳。10/4生まれ。天秤座。A型。身長180cm。
今シーズンから『オングストローム』のチームリーダーとなった。
昨シーズン、彗星のようにあらわれた天才ドライバー。
冷静で判断力があり、チーム在籍から日は浅いものの、メンバーからの信頼は厚い。
中沢 アルトゥール 航河（なかざわ アルトゥール こうが）
声 - 緑川光
27歳。11/21生まれ。蠍座。AB型。身長182cm。
ハンガリー人の母と外交官の父を持つ。
容姿端麗な上、天才的なドライビングテクニックを有する。
過去に自己にあったというトラウマを乗り越え、今もレースを続けている。
鷹島 疾斗（たかしま はやと）
声 - 森久保祥太郎
24歳。8/21生まれ。獅子座。B型。身長173cm。
チームのムードメーカー的存在で、常に明るいテストドライバー。
ゲーム中、殆どのルートでレース中にクラッシュを起こし怪我を負うが、いずれも回復し、レースを続ける道を選ぶ。
中沢を"アル"と呼んで慕っているが、本人には嫌がられている。
東道 悠樹（とうどう ゆうき）
声 - 三浦祥朗
21歳。7/7生まれ。蟹座。O型。身長177cm。
絆や信頼と言ったものを極端に嫌い、ただ車を走らせる事だけを目的としている。
スポンサーである黒峰自らが彼を『オングストローム』に入れた。
自分の意見をはっきりと言うため、チーム内部での不協和音になる事も。
宝篠院 ノォーン 倭（ほうしょういん ノォーン やまと）
声 - 森田成一
18歳。12/24生まれ。山羊座。AB型。身長167cm。
チームYAMATOのリーダーで、宝篠院財閥の御曹司。
彼がレースをしたいという理由だけでチームが作られた。
ノォーンと言うミドルネームは中沢に影響されて付けられたものらしく、彼自身は生粋の日本人。
岩戸 和浩（いわと かずひろ）
声 - 佐藤ミチル
26歳。4/24生まれ。牡牛座。O型。身長169cm。
物腰柔らかで、常に笑顔を絶やさないチームのメカニック。彼のチューニングした車に乗りたいと言うチームが多く居るほどのテクニックを有する。
ハーブを育てる事を趣味としている。
温和でチームのまとめ役のような存在。
織田 仁（おだ じん）
声 - 中井和哉
41歳。6/6生まれ。双子座。Ｏ型。身長178cm。
東西出版の編集長。主人公を読者ライターに抜擢した。
酒と煙草と昼寝をこよなく愛する中年だが、昔は鬼編集長と呼ばれた時代もあったらしい。
現在、真面目に仕事をしている姿を目撃したという人は居ない。
黒峰 冬哉（くろみね とうや）
声 - 近藤隆
35歳。2/3生まれ。水瓶座。AB型。身長183cm。
黒峰グループ次男で、アイオンレーベルの社長。
『オングストローム』のスポンサーをつとめている。しかし、チームを強くする為に壊そうと考えている事も判明している。
実力主義の人間で、欲しいものはどんな汚い手段を使ってでも手に入れるという信念の持ち主。

### サブキャラクター
橘 カリナ（たちばな カリナ）
爽香（サヤカ）
志賀 玲子（しが れいこ）
イシュー・ベルナドッテ
黒峰 蘭花（くろみね らんか）
黒峰 凛（くろみね りん）

## 主題歌
オープニングテーマ「Venus kiss」
歌：黒峰冬哉
エンディングテーマ「I swear...」
歌：黒峰冬哉